# Endless Space
Endless Space è un videogioco indie 4X, strategico a turni fantascientifico, sviluppato dalla Amplitude Studios. Il gioco è stato pubblicato il 4 luglio 2012 per Microsoft Windows e il 31 agosto 2012 per macOS.

## Panoramica
In questo videogioco, il giocatore sceglie una delle nove civiltà uniche, o può scegliere di creare la propria, per espandere il suo impero interstellare e conquistare la galassia. Per vincere, il giocatore deve essere il primo a soddisfare i requisiti delle condizioni di vittoria: economia, diplomazia, e supremazia.
Endless Space utilizza mappe di galassie generate in modo casuale, con una capienza di massimo otto giocatori/IA per partita. I giocatori colonizzano diversi sistemi stellari, i quali a loro volta possono contenere fino a sei pianeti. I Sistemi stellari sono collegati tramite una serie di stringhe cosmiche che consentono alle navi di viaggiare rapidamente tra i sistemi confinanti. Inoltre, degli eroi possono essere reclutati ed assunti come amministratori di sistemi o ammiragli di flotta, i quali forniscono bonus a seconda delle loro caratteristiche che possono essere ulteriormente potenziate con l'esperienza. Le battaglie prendono vita in un ambiente quasi in tempo reale, seguendo una strategia simile alla morra cinese.
Il gioco offre un supporto completo al modding ed al multiplayer.

## Modalità di gioco
Endless Space è uno videogioco strategico a turni ambientato nel 3000 d.C., in cui ogni giocatore (fino a un massimo di 8 a partita) rappresenta il leader di uno degli undici imperi interstellari. Un giocatore può anche scegliere di creare la propria civiltà scegliendo fra una serie di tratti differenti che si dividono in militare, scienza, eroi e così via. Ogni giocatore deve guidare il proprio impero nel corso di centinaia, se non migliaia di anni di anni di conquiste diplomatiche, scientifiche o militari, nel tentativo di soddisfare le esigenze delle diverse condizioni di vittoria. Il gioco ha inizio in una galassia generata in modo casuale, che può cambiare di forma e dimensioni a seconda di come il giocatore sceglie di generarla. Ogni giocatore inizia in un sistema solare colonizzato che sarà la capitale dell'impero. Esso è collegato ad altri sistemi attraverso stringhe cosmiche, le quali fungono da percorsi di viaggio per le navi spaziali. I giocatori possono anche ricercare nuove tecnologie da quattro diversi alberi di ricerca: militare, scienza, espansione/esplorazione e diplomazia. La ricerca dà accesso a nuovi tipi di navi spaziali, migliorie planetarie, modificatori delle statistiche (sia per gli eroi che per i pianeti), nuovi metodi di viaggio per tutto ciò che non si basa sui wormholes e altro ancora. Mentre i giocatori espandono il loro impero, guadagneranno l'accesso a risorse strategiche e di lusso, che possono essere utilizzate per aggiornare le navi, costruire miglioramenti e commerciare con altri giocatori. Le risorse strategiche sono utilizzate principalmente per migliorare le strutture del proprio impero, mentre le risorse di lusso sono utilizzate per il commercio e per aumentare il tasso di approvazione dell'impero.
Il gioco utilizza quattro risorse di base per gestire l'economia: alimentare, industria, scienza e Dust (comunemente raggruppati in FIDS). Il Dust è una sostanza rimanente da quella che era l'antica e potente civiltà estinta conosciuta soltanto con il nome di Endless. I giocatori devono bilanciare i FIDS al fine di espandere rapidamente il loro impero, costruire navi spaziali e ricercare tecnologie avanzate. Inoltre, un basso ammontare di FIDS o uno squilibrio degli stessi in tutto l'impero abbassa il tasso d'approvazione. Un alto grado di approvazione fornisce bonus all'efficienza produttiva, mentre un tasso basso può drasticamente ridurre l'efficienza produttiva che rende incredibilmente difficile il progredire. La percentuale di tasse può essere regolata per cambiare l'indice di gradimento, ma una minor quantità di tasse generano meno Dust.
Gli eroi possono essere reclutati usando la valuta del gioco, il Dust, per essere utilizzati sia come comandanti della flotta che come amministratori di sistemi solari. Ogni eroe è unico e fornisce due bonus unici, che possono essere ulteriormente potenziati. Tre eroi sono scelti a caso da un repertorio unico per ogni impero e nuovi eroi sono disponibili per l'acquisto ogni cinquanta turni.

## Combattimenti spaziali
Le battaglie fra le flotte interstellari si svolgono in un ambiente quasi in tempo reale, simile ad una complessa morra cinese. Ogni battaglia si svolge in tre diverse fasi di scontro: lungo raggio, medio raggio e mischia, con diversi tipi di armi e sistemi navali che possono avere prestazioni migliori o peggiori a seconda della distanza fisica tra i due contingenti. Le flotte concorrono per la vittoria attraverso l'utilizzo di tre differenti carte, una per ogni fase del combattimento, che stabiliscono la strategia della flotta, come l'attacco, la difesa, la tattica, il sabotaggio e l'ingegneria. Ogni carta ha una specifica funzione, come ad esempio aumentare il danno dei proiettili, oppure contrastare carte avversarie, così da creare una vera e propria tattica di attacco. Non avviene nessuna gestione del combattimento durante le battaglie, ma il giocatore è impegnato invece nella gestione e composizione della flotta e nel tentativo di prevedere e contrastare la tattica nemica. Carte avanzate e più specializzate possono essere sbloccate attraverso la ricerca scientifica o attraverso le abilità di comandanti esperti. Le dimensioni della flotta e la sua composizione giocano un ruolo molto importante, come determinare l'efficacia del combattimento e la capacità di manovra. Le flotte a cui è assegnato un eroe godranno di vari bonus. La visuale delle battaglie è spesso cinematografica, ma è disponibile anche una visuale libera.

## Condizioni di vittoria
Un giocatore vince la partita quando raggiunge i requisiti per una o più condizioni di vittoria.
- Espansione: controllare il 75% della galassia colonizzabile.
- Scientifica: : il primo giocatore che ricerca "Società Pan-Galattica", l'ultima tecnologia del ramo scientifico, vince il gioco. Questa particolare meraviglia tecnologica è molto difficile da raggiungere, e arrivare alla fine degli altri rami tecnologici rende più facile il suo sviluppo.
- Economica: il primo giocatore che raggiunge un certo livello di entrate complessive in Dust, vince. Il gioco calcolerà le entrate complessive di tutta la partita, quindi non importa se si è già speso tutto.
- Diplomatica: se si riesce a sopravvivere abbastanza a lungo stando in guerra il meno possibile, potresti essere capace di imporre te stesso e vincere grazie alla tua saggezza e integrità.
- Supremazia: il primo giocatore che possiede tutti i sistemi planetari di origine degli avversari.
- Meraviglia: il primo giocatore che costruisce cinque "Meraviglie Endless".
- Punteggio: se nessuno è riuscito a vincere con una delle precedenti condizioni di vittoria, il giocatore con il punteggio più alto vince quando viene raggiunto il limite di turni.